# Aflenz Kurort
Aflenz Kurort település Ausztriában, Stájerország tartományban. 2015 január 1. óta Aflenz mezővároshoz tartozik.

## Elhelyezkedése
Tengerszint feletti magassága 763 méter, területe 16,1 km². 